# 阿瓜斯福莫萨斯
阿瓜斯福莫萨斯是巴西米纳斯吉拉斯州的一个市镇。总面积817.727平方公里，总人口18518人，人口密度22.6人/平方公里。